# Niceland (Population. 1.000.002)
Pour plus de détails, voir Fiche technique et Distribution.
Niceland (Population. 1.000.002) est un film islandais réalisé par Friðrik Þór Friðriksson, sorti en 2004.

## Fiche technique
- Titre : Niceland (Population. 1.000.002)
- Réalisation : Friðrik Þór Friðriksson
- Scénario : Huldar Breiðfjörð
- Musique : Mugison
- Pays d'origine : Islande
- Genre : drame
- Durée : 86 minutes
- Date de sortie : 2004

## Distribution
- Martin Compston : Jed
- Gary Lewis : Max
- Peter Capaldi : John
- Kerry Fox : Mary
- Shauna Macdonald : Sandra
- Guðrún María Bjarnadóttir : Chloe
- Gudrún Gísladóttir : Ruth